# Ан-Нас
Ан-Нас (араб. الناس — Люди) — сто четырнадцатая сура Корана. Сура мекканская.  Состоит из 6 аятов.

## Содержание
Сура названа последним словом первого аята и призывает обращаться за защитой к Богу и не поддаваться искушению сатаны, людей и джиннов. В суре так же говорится о том, что отличительной чертой сатаны является бегство (сокрытие) при упоминании Имени Бога.
| № | Арабский текст           | Транскрипция                         | Перевод                                                                          |
| - | ------------------------ | ------------------------------------ | -------------------------------------------------------------------------------- |
|   | بِسۡمِ ٱللهِ ٱلرَّحۡمَـٰنِ ٱلرَّحِيمِ  | Би-сми ль-Ля́хи р-Рахма́ни р-Рахи́м(и)  | Во имя Аллаха, Милостивого, Милосердного!                                        |
| 1 | قُلۡ أَعُوذُ بِرَبِّ ٱلنَّاسِ        | кул а’у́зу би-рабби н-на́с(и)          | Скажи: "Я обращаюсь за защитой к Господу людей [к Аллаху],                       |
| 2 | مَلِكِ ٱلنَّاسِ                | Малики н-на́с(и)                      | Правителю [Владыке] людей,                                                       |
| 3 | إِلَـٰهِ ٱلنَّاسِ               | Иля́хи н-на́с(и)                       | Богу людей                                                                       |
| 4 | مِن شَرِّ الْوَسْوَاسِ الْخَنَّاسِ     | мин шарри ль-васва́си ль-ханна́с(и)    | от зла (сатаны) внушающего (злое), (и при упоминании имени Аллаха) отступающего, |
| 5 | الَّذِي يُوَسْوِسُ فِي صُدُورِ النَّاسِ | аль-лязи́ ювасвису фи́ суду́ри н-на́с(и) | который внушает злое в грудях [душах] людей,                                     |
| 6 | مِنَ الْجِنَّةِ وَ النَّاسِ         | мина ль-джиннати ва н-на́с(и)         | (И сатана бывает) из (числа) джиннов и людей.                                    |